# Pike-komitéen
Pike-komitéen er det almindelig kendte navn for Repræsentanternes Hus' Efterretningskomité i den periode, fra 1975–1976, hvor den blev ledet af den demokratiske repræsentant Otis G. Pike fra New York. Under Pikes formandskab undersøgte komitéen ulovlige aktiviteter udført af de amerikanske efterretningstjenester Central Intelligence Agency (CIA), Federal Bureau of Investigation (FBI) og National Security Agency (NSA). Komiteen gennemførte en stor del af sin undersøgelse, mens det amerikanske senats havde nedsat en lignende komité – den såkaldte Church-komité – ledet af senator Frank Church (D-ID), der gennemførte sin egen undersøgelse af magtmisbrug i de amerikanske efterretningstjenester. I modsætning til den endelige rapport udarbejdet af Church-komitéen, der i sidste ende blev frigivet til offentligheden, blev den endelige rapport udarbejdet af Pike-komitéen undertrykt og ikke frigivet til den amerikanske offentlighed. Dog blev dele af rapporten lækket og i sidste ende blev rapporten offentliggjort i udlandet.
Komitéen blev oprindeligt oprettet i februar 1975 under formandskab af kongresmedlem Lucien Nedzi fra Michigan. Efter Nedzis fratræden i juni, blev udvalget rekonstitueret med Pike som formand i juli 1975. Komitéen fik fremsat en udløbsdato til d. 31. januar 1976.

## Efterforskning
Pike-komitéen var Repræsentanternes Hus modstykke til Senatets Church-komité. Kongreskomitéerne var en del af et forsøg på at udfordre det "kejserlige præsidentskab" og indskrænke dennes magtbeføjelser. Altså var formålet at undersøge den udøvende magts, herunder særligt national sikkerhedsstaten (efterretningstjenesterne), enorme ukontrollerede magtbeføjelser med enorme magtbeføjelser.
Pike-komitéen afhørte nogle af de samme vidner som Church-komitéen. I modsætning til Church-komitéen, som konkluderede, at en stor del af skylden for de ulovlige handlinger, såsom mord på udenlandske politiske ledere, faldt på CIA, fandt Pike-komitéen klare beviser for, at ordrerne til sådanne aktiviteter udsprang fra præsidentens kontor: "CIA udfører ikke operationer af sig selv. De store ting, der bliver gjort, udføres ikke ensidigt af CIA uden godkendelse fra højere oppe i hierarkiet. . . Vi fandt beviser, på beviser, på beviser, hvor CIA sagde: 'Nej, gør det ikke,' mens Udenrigsministeriet eller Det Hvide Hus sagde, 'Vi vil gøre det.' . . . CIA gjorde aldrig noget, det Hvide Hus ikke ønskede. Nogle gange ville de ikke gøre, hvad de gjorde," skrev formand Pike.

## CIA og administrationen "modarbejder" og "bedrager"
Pike-komitéen krav om information blev modarbejdet og stoppet af den amerikanske præsident Gerald Fords administration. Den endelige rapport produceret af Pike-komitéen beskrev administrationens samarbejdsvillighed som følge: "Når retssager ikke var i gang, var adgangsoplevelsen ofte en oplevelse af fodslæbning, modarbejdelse og forsigtigt bedrageri."
Administrationens modvilje mod at frigive dokumenter, som komitéen ellers havde anmodet om, førte næsten til en forfatningskrise i 1975. Nyligt afklassificerede dokumenter fra National Security Archive viser den meget ophedet konflikt, hvor CIA afviste at efterkomme Pike-komitéens anmodninger om information. I sidste ende, da Pike-komitéen forberedte sig på at juridisk søgsmål for at få frigivet dokumenterne, fastslog CIA, at sandsynligheden for at vinde en sådan retssag var lav. Dette afstedkom, at Ford indgik et kompromis. Således ville agenturet frigive de ønskede dokumenter "til udlån" til komitéen, og hvis der var uenighed om et specifikt dokument, ville præsidenten have det sidste ord. Pike-komitéen kunne efterfølgende gå videre med deres undersøgelse og udarbejde deres endelige rapport.
Pike-komitéen etablerede vigtige protokoller for afklassificering af efterretningsdokumenter, som ville fortsætte med at udvikle sig. Det skabte også en præcedens for tilsyn med den udøvende magt og dennes agenturer, hvilket gav anledning til dannelsen af "House Permanent Select Committee on Intelligence" (en permanent Efterretningskomité i Repræsentanternes Hus), som i dag har autonomi til at afklassificere enhver af de oplysninger, den modtager. Pike-komitéen var stærk medvirkende til øge gennemsigtigheden og transparensen med efterretningstjenestens arbejder, herunder øger tilsynet med denne.

## Pike-komitéens rapport
Den endelige rapport fra Pike-komitéen blev aldrig officielt offentliggjort på grund af Det Hvide Hus modstand mod Kongressens godkendelse af rapporten. Uautoriserede versioner (udkastet til den endelige rapport) blev dog lækket til pressen. CBS News reporter Daniel Schorr blev indkaldt til at vidne overfor Kongressen, men nægtede at oplyse sin kilde. Store dele af rapporten blev udgivet af The Village Voice, og en fuld kopi af udkastet blev offentliggjort Storbritannien. 

## Eksterne links
- The Pike Committee Investigations and the CIA
- The White House, the CIA, and the Pike Committee, 1975, published by the National Security Archive
- The CIA report the President doesn't want you to read. (Village Voice edition)
- Pike Committee Reports (complete set)
- Investigation of publication of Select Committee on Intelligence report : Hearings ... ninety-fourth Congress, second session pursuant to H. Res. 1042 ... July 19-29; Sept. 8-15, 1976